# Stålboga

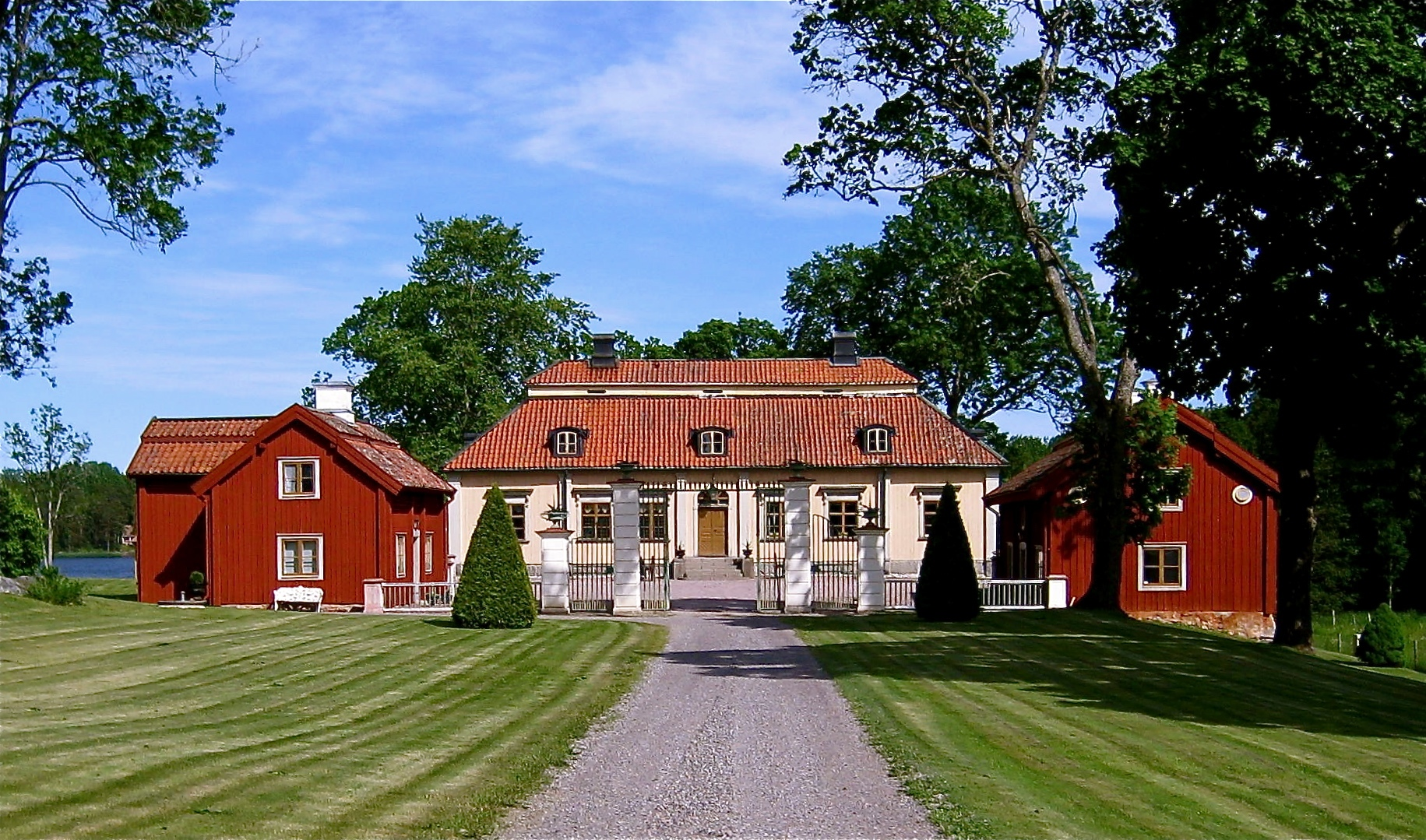
Stålboga herrgård vid det tidigare bruket.

Stålboga, ibland stavat Stålbåga, är ett tidigare järnbruk och före detta stationssamhälle sydöst om Eskilstuna, beläget vid en halvö direkt söder om sjön Eklången i norra delen av Dunkers socken. Tidigare var Stålboga en knutpunkt för Norra Södermanlands Järnväg och Mellersta Södermanlands Järnväg. På en karta från 1625 finns en bruksanläggning utmärkt men denna gård nämns även i källor från 1400-talet. År 1650 blev denna egendom ett säteri.
På Stålboga herrgård uppförs en årlig sommaropera, Stålboga sommaropera.